# Valeri Kaikov
Valeri Olégovich Kaikov –em russo, Валерий Олегович Кайков– (Toliatti, 7 de maio de 1988) é um desportista russo que competiu no ciclismo nas modalidades de pista, especialista nas provas de perseguição por equipas e madison, e rota.
Ganhou três medalhas no Campeonato Europeu de Ciclismo em Pista, nos anos 2011 e 2012.

## Medalheiro internacional
| Campeonato Europeu | Campeonato Europeu         | Campeonato Europeu | Campeonato Europeu      |
| Ano                | Lugar                      | Medalha            | Competição              |
| ------------------ | -------------------------- | ------------------ | ----------------------- |
| 2011               | Apeldoorn ( Países Baixos) | Medalha de bronze  | Perseguição por equipas |
| 2012               | Panevėžys ( Lituânia)      | Medalha de ouro    | Perseguição por equipas |
| 2012               | Panevėžys ( Lituânia)      | Medalha de prata   | Madison                 |